# 江戸千太郎
江戸 千太郎（えど せんたろう、1884年5月17日 – 1938年4月7日）は、日本の外交官。

## 略歴
福井県三方郡三方町横渡、江戸勘四郎家の長男として出生。
1904年（明治37年）3月、旧制小浜中学校卒業、明治40年度に早稲田大学高等師範部歴史地理科を卒業し、さらにその翌年に東京帝国大学選科（国史）を卒業し、旧制志布志中学校、旧制水戸中学校に教諭として勤務する。
1918年（大正7年）、外交官補試験に合格、外務省入省。1919年（大正8年）領事館補。1925年（大正14年）より領事として青島、漢口（中国）、リバプール（イギリス）、バンクーバー（カナダ）等に勤務。1931年（昭和6年）より外務省文化事業部第二課長、第一課長兼文部書記官歴任。
1935年（昭和10年）、ハンブルク（ドイツ）総領事。1938年（昭和13年）4月、天津（中国）総領事に赴任することとなっていたが、ドイツ・ベルリンからブレーメンに向かう途中、交通事故により死去。
浜中の同級生に三宅正三（大阪市助役）、遠藤常寿（神戸地検検事正）、杉生糺（名古屋高裁長官）、名和克郎らがいる。

## 著書
- 受験者の覚え易き日本地理
- 受験者の覚え易き日本歴史
- 受験者の覚え易き西洋歴史